# Wake
Wake е компилация с най-доброто на австралийското неокласическо/даркуейв/ню ейдж дуо Дед Кен Денс, издадена през май 2003 г. и включваща песни от всичките им седем студийни албуми. Тя включва песента "The Lotus Eaters" (издавана преди това само в бокс сета Dead Can Dance (1981–1998), записана през 1998 г. като последната работа на групата преди първоначалното им разпадане.

## Песни

### Диск 1
1. "Frontier" (Demo) – 3:00 – (1981) от компилацията на 4AD Lonely Is an Eyesore (1987); завършената версия е включена в Dead Can Dance (1984)
2. "Anywhere Out of the World" – 5:07 – от Within the Realm of a Dying Sun (1987)
3. "Enigma of the Absolute" – 4:14 – от Spleen and Ideal (1985)
4. "Carnival of Light" – 3:30 – от Garden of the Arcane Delights (1984)
5. "In Power We Entrust the Love Advocated" – 4:10 – от Garden of the Arcane Delights (1984)
6. "Summoning of the Muse" – 4:57 – от Within the Realm of a Dying Sun (1987)
7. "Windfall" – 3:31 – от Within the Realm of a Dying Sun (1987)
8. "In the Kingdom of the Blind the One-Eyed Are Kings" – 4:10 – от The Serpent's Egg (1988)
9. "The Host of Seraphim" – 6:17 – от The Serpent's Egg (1988)
10. "Bird" – 5:00 – от A Passage in Time (1991)
11. "Cantara" – 5:58 – от Within the Realm of a Dying Sun (1987)
12. "Severance" – 3:21 – от The Serpent's Egg (1988)
13. "Saltarello" – 2:36 – от Aion (1990)
14. "Black Sun" – 4:56 – от Aion (1990)

### Диск 2
1. "Yulunga (Spirit Dance)" – 6:57 – от Into the Labyrinth (1993)
2. "The Carnival Is Over" – 5:42 – от Into the Labyrinth (1993)
3. "The Lotus Eaters" – 6:42 – (1998) от Dead Can Dance (1981–1998) (2001)
4. "Rakim" – 5:38 – от Toward the Within (1994)
5. "The Ubiquitous Mr Lovegrove" – 6:14 – от Into the Labyrinth (1993)
6. "Sanvean" – 3:46 – от Toward the Within (1994)
7. "Song of the Nile" – 8:00 – от Spiritchaser (1996)
8. "The Spider's Stratagem" – 6:41 – от Into the Labyrinth (1993)
9. "I Can See Now" – 2:56 – от Toward the Within (1994)
10. "American Dreaming" – 4:30 – от Toward the Within (1994)
11. "Nierika" – 5:45 – от Spiritchaser (1996)
12. "How Fortunate the Man with None" – 9:09 – от Into the Labyrinth (1993)

|  | Тази страница частично или изцяло представлява превод на страницата Wake (Dead Can Dance album) в Уикипедия на английски. Оригиналният текст, както и този превод, са защитени от Лиценза „Криейтив Комънс – Признание – Споделяне на споделеното“, а за съдържание, създадено преди юни 2009 година – от Лиценза за свободна документация на ГНУ. Прегледайте историята на редакциите на оригиналната страница, както и на преводната страница, за да видите списъка на съавторите. ВАЖНО: Този шаблон се отнася единствено до авторските права върху съдържанието на статията. Добавянето му не отменя изискването да се посочват конкретни източници на твърденията, които да бъдат благонадеждни. |